# 圣保罗德塔尔塔斯
圣保罗德塔尔塔斯（法語：Saint-Paul-de-Tartas，法語發音：[sɛ̃ pɔl də taʁtas]）是法国上卢瓦尔省的一个市镇，属于勒皮区。

## 地理
圣保罗德塔尔塔斯（44°48'13"N, 3°54'24"E）面积27.47 平方千米，位于法国奥弗涅-罗讷-阿尔卑斯大区上盧瓦爾省，该省份为法国中南部省份，北起多姆山省和卢瓦尔省，西接康塔爾省，南至洛泽尔省，东临阿尔代什省。
与圣保罗德塔尔塔斯接壤的市镇（或旧市镇、城区）包括：库库龙、拉维拉特、莱斯佩龙、巴尔日、朗多斯、普拉代勒、圣阿尔孔德巴尔日、圣艾蒂安迪维冈。
圣保罗德塔尔塔斯的时区为UTC+01:00、UTC+02:00（夏令时）。

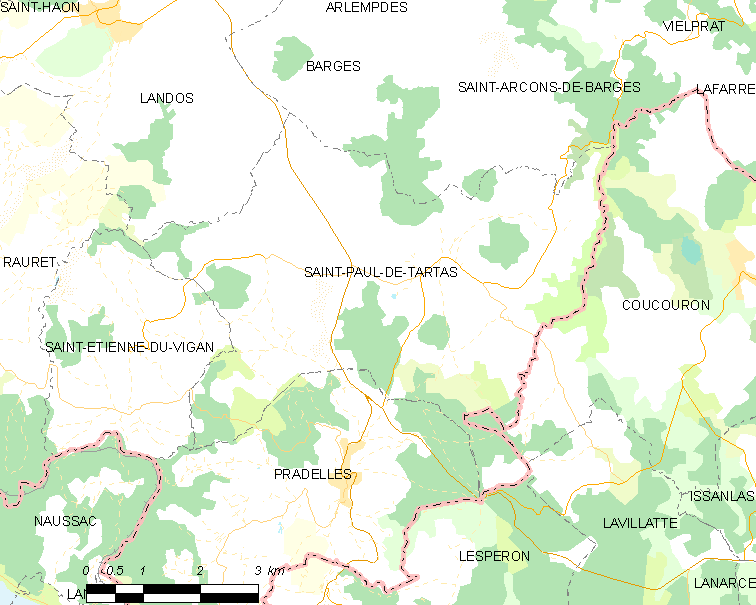
圣保罗德塔尔塔斯的OSM定位图

## 行政
圣保罗德塔尔塔斯的邮政编码为43420，INSEE市镇编码为43215。

## 政治
圣保罗德塔尔塔斯所属的省级选区为火山沃莱县。

## 人口

1962-2008年间圣保罗德塔尔塔斯人口变化图示

圣保罗德塔尔塔斯于2022年1月1日时的人口数量为193人。